# Kornai Margit
Kornai Margit, Kronemer Mária, Kroneemer Malvin Marjena (Munkács, 1883. február 28. – Budapest, 1953. november 23.) magyar színésznő. Szepes Mária és Wictor Charon édesanyja, Kornai József festőművész nővére.

## Életútja
Kronemer Márkus és Goldberger Róza (Teréz) leánya. Operaénekesnőnek készült, Merli H. Quirino olasz mesternél, továbbá Vukovich Arankánál tanult énekelni. Jászai Marinál drámai tanszakot végzett, majd beiratkozott Horváth Zoltán színésziskolájába. Innen elszerződött Szabadkára Pesti Ihász Lajoshoz koloratúr-énekesnőnek, majd Miskolcra Szalkai Lajoshoz, onnan Szatmárra Krémer Sándorhoz szubrett-primadonnának.
1906. október 30-án Budapesten, a Terézvárosban férjhez ment Papír Sándorhoz, az újpesti Népszínház igazgatójához, aki azonban 1911-ben elhunyt, így Kornai önállóan vezette tovább az újpesti színházat. Később kabarét majd mozit bérelt. Ezután 1915. szeptember 25-én Budapesten, a Józsefvárosban férjhez ment Balogh Béla filmrendezőhöz és filmrendezéssel foglalkozott. Később már önálló vállalatot alapított, amiből azután az Astra filmvállalat alakult. 1938. február 3-án áttért a római katolikus vallásra. Élete végén tisztviselő volt egy vállalatnál.

## Filmszerepe
- Szulamit (1916) – dajka